# Championnats du monde d'escrime 1997
Navigation
Édition précédente Édition suivante
Les championnats du monde 1997 se sont déroulés au Cap en Afrique du Sud.

## Médaillés
| Épreuves           | Or                                                                                     | Argent                                                                                 | Bronze                                                                           |
| ------------------ | -------------------------------------------------------------------------------------- | -------------------------------------------------------------------------------------- | -------------------------------------------------------------------------------- |
| Épée               |                                                                                        |                                                                                        |                                                                                  |
| Hommes individuel  | Éric Srecki                                                                            | Pavel Kolobkov                                                                         | Robert Leroux Robert Andrzejuk                                                   |
| Hommes par équipes | Cuba- Iván Trevejo - Carlos Pedroso - Nelson Loyola                                    | Allemagne- Michael Flegler - Arnd Schmitt - Elmar Borrmann - Mark Steifensand          | Italie- Angelo Mazzoni - Sandro Cuomo - Alfredo Rota - Maurizio Randazzo         |
| Femmes individuel  | Miraida García-Soto                                                                    | Zuleydis Ortiz Puente                                                                  | Gyöngyi Szalay Taymi Chappé                                                      |
| Femmes par équipes | Hongrie- Gyöngyi Szalay - Adrienn Hormay - Tímea Nagy - Hajnalka Kiraly                | Allemagne- Katja Nass - Imke Duplitzer - Claudia Bokel - Eva-Maria Ittner              | France- Laura Flessel - Sophie Moressée-Pichot - Valérie Barlois - Elsa Girardot |
| Fleuret            |                                                                                        |                                                                                        |                                                                                  |
| Hommes individuel  | Serhiy Holubytskyy                                                                     | Kim Young-Ho                                                                           | Wang Haibin Lionel Plumenail                                                     |
| Hommes par équipes | France- Patrice Lhotellier - Lionel Plumenail - Franck Boidin - Olivier Lambert        | Cuba- Rolando Tucker - Oscar García - Elvis Gregory - Ignacio González                 | Italie- Daniele Crosta - Alessandro Puccini - Stefano Cerioni - Salvatore Sanzo  |
| Femmes individuel  | Giovanna Trillini                                                                      | Sabine Bau                                                                             | Monika Weber Diana Bianchedi                                                     |
| Femmes par équipes | Italie- Giovanna Trillini - Valentina Vezzali - Diana Bianchedi - Annamaria Giacometti | Roumanie- Roxana Scarlat - Reka Zsofia Lazăr-Szabo - Laura Badea - Mioara David        | Allemagne- Sabine Bau - Rita König - Gesine Schiel - Monika Weber                |
| Sabre              |                                                                                        |                                                                                        |                                                                                  |
| Hommes individuel  | Stanislav Pozdniakov                                                                   | Luigi Tarantino                                                                        | Damien Touya Rafał Sznajder                                                      |
| Hommes par équipes | France- Damien Touya - Jean-Philippe Daurelle - Mathieu Gourdain - Gaël Touya          | Russie- Stanislav Pozdniakov - Sergey Charikov - Grigori Kirienko - Aleksandr Chirchov | Hongrie- Domonkos Ferjancsik - József Navarrete - György Boros - Csaba Köves     |

## Tableau des médailles
| Rang | Nation       | Or | Argent | Bronze | Total |
| ---- | ------------ | -- | ------ | ------ | ----- |
| 1    | France       | 3  | 0      | 4      | 7     |
| 2    | Cuba         | 2  | 2      | 0      | 4     |
| 3    | Italie       | 2  | 1      | 3      | 6     |
| 4    | Russie       | 1  | 2      | 0      | 3     |
| 5    | Hongrie      | 1  | 0      | 2      | 3     |
| 6    | Ukraine      | 1  | 0      | 0      | 1     |
| 7    | Allemagne    | 0  | 3      | 2      | 5     |
| 8    | Corée du Sud | 0  | 1      | 0      | 1     |
| 9    | Roumanie     | 0  | 1      | 0      | 1     |
| 10   | Pologne      | 0  | 0      | 2      | 2     |
| 11   | Chine        | 0  | 0      | 1      | 1     |
| 12   | Espagne      | 0  | 0      | 1      | 1     |